# Carletonville
Carletonville es una ciudad minera del oro en el oeste de la provincia de Gauteng, Sudáfrica. Es una de las áreas de producción más ricas en el mundo. Con 3581 m, Western Deep Levels es una de las minas más profundas del mundo.
Desarrollada por varias compañías mineras desde 1937, la ciudad —que fue llamada así luego de los largos años de servicio del director minero de la compañía Consolidated Gold Fields, Guy Carleton Jones— no fue oficialmente incorporada hasta 1959.
Carletonville es actualmente parte de la Municipalidad de la Ciudad de Merafong.
- Datos: Q536114
- Multimedia: Carletonville, Gauteng / Q536114